# Étais-la-Sauvin
Étais-la-Sauvin és un municipi francès, situat al departament del Yonne i a la regió de Borgonya - Franc Comtat. L'any 2007 tenia 706 habitants.

## Demografia

### Població
El 2007 la població de fet d'Étais-la-Sauvin era de 706 persones. Hi havia 280 famílies, de les quals 100 eren unipersonals (32 homes vivint sols i 68 dones vivint soles), 84 parelles sense fills, 80 parelles amb fills i 16 famílies monoparentals amb fills.
La població ha evolucionat segons el següent gràfic:
Habitants censats

### Habitatges
El 2007 hi havia 482 habitatges, 281 eren l'habitatge principal de la família, 142 eren segones residències i 58 estaven desocupats. 471 eren cases i 11 eren apartaments. Dels 281 habitatges principals, 246 estaven ocupats pels seus propietaris, 24 estaven llogats i ocupats pels llogaters i 11 estaven cedits a títol gratuït; 1 tenia una cambra, 27 en tenien dues, 56 en tenien tres, 63 en tenien quatre i 134 en tenien cinc o més. 220 habitatges disposaven pel capbaix d'una plaça de pàrquing. A 137 habitatges hi havia un automòbil i a 111 n'hi havia dos o més.

### Piràmide de població
La piràmide de població per edats i sexe el 2009 era:
| Homes | Edats   | Dones |
| ----- | ------- | ----- |
| 0     | 95 o +  | 12    |
| 8     | 90 a 94 | 8     |
| 8     | 85 a 89 | 20    |
| 8     | 80 a 84 | 16    |
| 24    | 75 a 79 | 40    |
| 4     | 70 a 74 | 20    |
| 28    | 65 a 69 | 36    |
| 24    | 60 a 64 | 12    |
| 20    | 55 a 59 | 12    |
| 20    | 50 a 54 | 16    |
| 12    | 45 a 49 | 12    |
| 28    | 40 a 44 | 8     |
| 28    | 35 a 39 | 44    |
| 24    | 30 a 34 | 4     |
| 20    | 25 a 29 | 12    |
| 12    | 20 a 24 | 4     |
| 8     | 15 a 19 | 8     |
| 24    | 10 a 14 | 20    |
| 28    | 5 a 9   | 44    |
| 8     | 0 a 4   | 24    |

## Economia
El 2007 la població en edat de treballar era de 359 persones, 237 eren actives i 122 eren inactives. De les 237 persones actives 208 estaven ocupades (115 homes i 93 dones) i 29 estaven aturades (14 homes i 15 dones). De les 122 persones inactives 45 estaven jubilades, 25 estaven estudiant i 52 estaven classificades com a «altres inactius».

### Ingressos
El 2009 a Étais-la-Sauvin hi havia 288 unitats fiscals que integraven 640 persones, la mediana anual d'ingressos fiscals per persona era de 15.291 €.

### Activitats econòmiques
Dels 30 establiments que hi havia el 2007, 1 era d'una empresa extractiva, 2 d'empreses alimentàries, 5 d'empreses de construcció, 9 d'empreses de comerç i reparació d'automòbils, 3 d'empreses de transport, 1 d'una empresa d'hostatgeria i restauració, 2 d'empreses financeres, 3 d'empreses de serveis, 3 d'entitats de l'administració pública i 1 d'una empresa classificada com a «altres activitats de serveis».
Dels 9 establiments de servei als particulars que hi havia el 2009, 2 eren oficines bancàries, 3 paletes, 1 fusteria, 1 empresa de construcció, 1 perruqueria i 1 restaurant.
Dels 3 establiments comercials que hi havia el 2009, 1 era una botiga de menys de 120 m², 1 una peixateria i 1 una joieria.
L'any 2000 a Étais-la-Sauvin hi havia 37 explotacions agrícoles que ocupaven un total de 2.964 hectàrees.

## Equipaments sanitaris i escolars
L'únic equipament sanitari que hi havia el 2009 era una farmàcia.
El 2009 hi havia una escola elemental.

## Poblacions més properes
El següent diagrama mostra les poblacions més properes.